# Trzebionka (Podlaszcze)
Trzebionka – osada wsi Podlaszcze w Polsce położona w województwie świętokrzyskim, w powiecie jędrzejowskim, w gminie Jędrzejów.
W latach 1975–1998 osada należała administracyjnie do województwa kieleckiego.